# Hariton Prokofjevics Laptyev
Hariton Prokofjevics Laptyev (oroszul: Харитон Прокофьевич Лаптев) (1700-1763) orosz tengerész. Dmitrij Jakovlevics Laptyev unokatestvére.

## Élete
1737-ben nevezték ki a Szibéria északi területeit kutató expedíció parancsnokának. Jakutszkból a Léna torkolatáig hajózott, majd nyugatra tartott, ahol több szigetet fedezett fel. 1740 nyarán körülzárta a jég, partra szállt, majd a következő évben szánon derítette fel a Tajmir-félszigetet. Itt találkozott Cseljuszkinnal, s közösen mentek Turuhanszkba. Nagy földrajzi és néprajzi anyagot gyűjtött össze. A két Laptyevről nevezték el a Tajmir-félszigettől keletre elterülő tengerrészt, a Laptyev-tengert.